# Hebefilie
Hebefilie (z řeckého neologismu hebephilia, ἡβηφιλία podle bohyně mládí Hébé) je náklonnost či reaktivita s erotickým rozměrem vůči dospívajícím dívkám (náklonnost k chlapcům je označována jako efebofilie). V podobném významu jako hebefilie se používají i slova korofilie (zejména jde-li o lesbickou hebefilii) nebo parthenofilie (partenofilie).
Lidé s touto náklonností jsou nazýváni hebefilové (korofilové, parthenofilové).
Hebefilie je někdy považována za formu pedofilie (v jejím původním významovém vymezení, které zahrnuje i náklonnost k dospívajícím) nebo za dispozici, která se s pedofilií částečně překrývá. Převažující hebefilní reaktivita je běžná u velké části mužské populace – její označování za poruchu je tedy omezeno postojovými a terminologickými zvyklostmi jednotlivých diskursů. Dospívající dívky mnohdy sexuálně přitahují pedofily i gynekofily.
V teorii sexuálního motivačního systému Kurta Freunda se slovem hebefilie označuje nikoliv věková atraktivita dívek, ale absence pokročilejších fází sexuálního motivačního systému, tedy takové jeho nastavení, které preferuje „platonickou lásku“ a nerozvíjí se v genitální touhy.